# 卡贊卡區

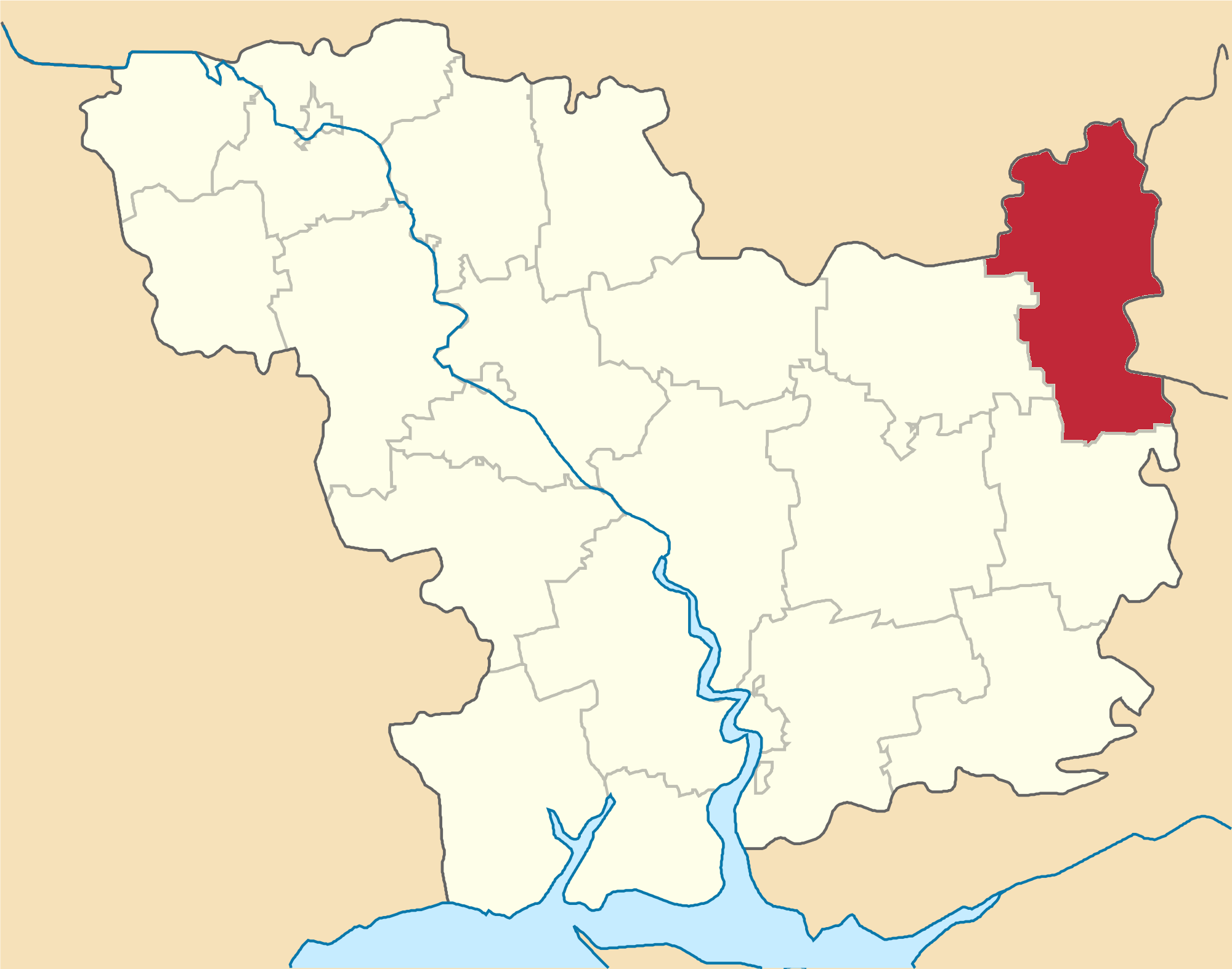

卡贊卡區（烏克蘭語：Казанківський район）是位於烏克蘭南部尼古拉耶夫州的舊區，首府設於卡贊卡，並於2020年被撤銷。該區面積1,349平方公里，2013年人口20,182，人口密度每平方公里14.96人。